# Corycaeus andrewsi
Corycaeus andrewsi är en kräftdjursart som beskrevs av Farran 1911. Corycaeus andrewsi ingår i släktet Corycaeus och familjen Corycaeidae. Inga underarter finns listade i Catalogue of Life.